# GEOnet Names Server
GEOnet Names Server (GNS) é um servidor que proporciona acesso aos bancos de dados da Agência Nacional de Informação Geoespacial (NGA) e do Conselho de Nomes Geográficos (BGN), ambos organismos do Governo Federal dos Estados Unidos da América. Estes bancos de dados possuem informações geográficas de localidades fora dos Estados Unidos, sendo o repositório oficial aprovado pelo US BGN. Aproximadamente 20.000 itens são atualizados mensalmente. Ademais, nunca são removidos itens, "exceto em casos de duplicação óbvia".